# Nicola Tacchinardi

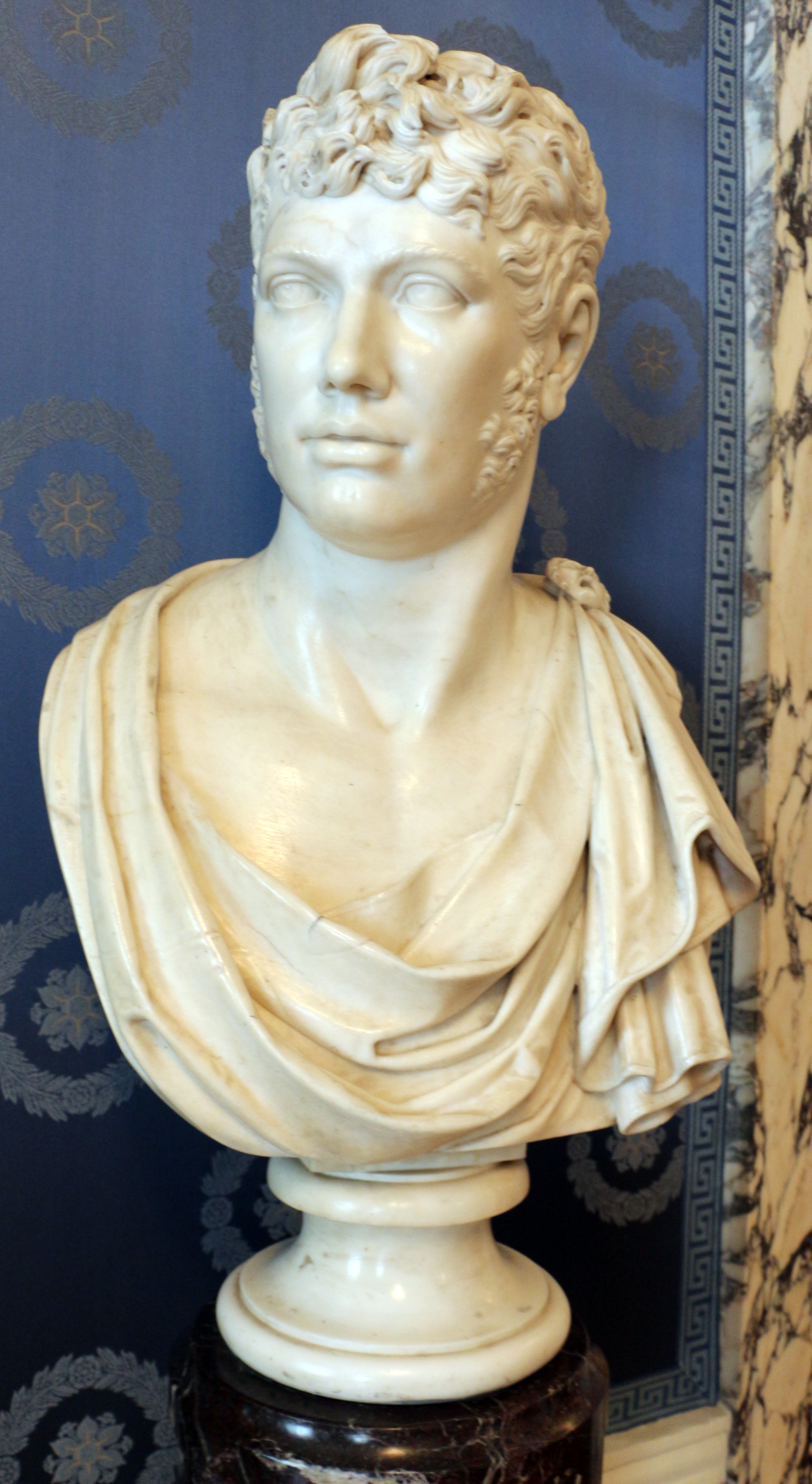
Antonio Canova, Nicola Tacchinardi

Nicola Tacchinardi, född 3 september 1772, död 14 mars 1859, var en italiensk tenorsångare och pedagog.
Han anställdes vid 17 års ålder som violinist i en teaterorkester i Florens. Hans röst utvecklades till en klangfull tenor, och han började uppträda i konsertsalar och kyrkor. Mellan 1806 och 1811 var han sångare i Rom, där han blev bekant med Antonio Canova, som han också studerade skulptur under. 1811–1815 sjöng han vid Théâtre-Italien i Paris, där han hade stor framgång. Därefter uppträdde han åter i Italien och utnämndes av hertigen av Toscana till kammarsångare. 1831 drog han sig tillbaka från scenen och ägnade sig åt enskild sångundervisning. Tacchinardi komponerade även många sångövningar och har gett ut ett verk med titeln Dell’ Opera in musica sul teatro italiano, e de’ suoi difetti, som gavs ut i flera upplagor i Florens.
Tacchinardi var både halt och ful, men hans talang ska ha fått åhörarna att bortse från hans lyten, och han beundrades för sin vackra röst och sångkonst. Han fick två kända barn: sångerskan Fanny Persiani och kompositören och musikteoretikern Guido Tacchinardi. Den sistnämnde var i sin tur far till den ansedda cellisten Clelia Tacchinardi.